# Guillermo de Baskerville
Guillermo de Baskerville (en el italiano original: Guglielmo da Baskerville) es un imaginario fraile franciscano  con dotes detectivescas y personaje principal del libro de novela histórica y misterio El nombre de la rosa, escrito por Umberto Eco en 1980. En el libro se narran los recuerdos y experiencias de Adso de Melk, novicio benedictino (franciscano en la adaptación cinematográfica) que acompaña a Guillermo en algunos de sus viajes.
Guillermo de Baskerville, antiguo inquisidor que presidió algunos juicios en Italia e Inglaterra, destaca por su gran perspicacia, dotes de investigador y una gran humildad.
En la versión cinematográfica de la novela de 1986 Sean Connery interpretó el papel del fraile Guillermo de Baskerville, lo que le hizo merecedor del premio BAFTA al mejor actor. En la miniserie inspirada en la novela, dicho personaje fue interpretado por John Turturro.

## Origen del personaje y de su nombre
Para la creación del fraile Guillermo de Baskerville, Umberto Eco se inspira principalmente en dos personajes, el filósofo medieval Guillermo de Ockham y el detective de ficción Sherlock Holmes, quien resolvió el caso de El perro de los Baskerville.
Hay otro punto de vista que apunta a que el fraile Guillermo es una combinación de Guillermo de Ockham, Sherlock Holmes y Roger Bacon, ya que según cuenta el mismo Guillermo en el libro, Bacon fue su mentor, aparte de que en varias ocasiones a lo largo de la trama el franciscano alude a Bacon e invoca citas suyas.

## Características del personaje
Umberto Eco hace una descripción de Guillermo de Baskerville en la que se observan bastantes similitudes con la que hace Conan Doyle de su Sherlock Holmes. Guillermo es descrito como sigue:

Su altura era superior a la de un hombre normal y, como era muy enjuto, parecía aún más alto. Su mirada era aguda y penetrante; la nariz afilada y un poco aguileña infundía a su rostro una expresión vigilante, salvo en los momentos de letargo a los que luego me referiré. También la barbilla delataba una firme voluntad, aunque la cara alargada y cubierta de pecas [...] parecía expresar a veces incertidumbre y perplejidad.
El nombre de la rosa

Y Conan Doyle retrata así a Sherlock:

Su estatura sobrepasaba los seis pies, y era tan extraordinariamente enjuto, que producía la impresión de ser aún más alto. Tenía la mirada aguda y penetrante, [...] y su nariz, fina y aguileña, daba al conjunto de sus facciones un aire de viveza y de resolución.
Estudio en escarlata.

En el comportamiento de Guillermo de Baskerville también se pueden observar puntos comunes con los de Sherlock.

Cuando tenía un acceso de actividad, su energía parecía inagotable. Pero de vez en cuando, como si su espíritu vital tuviese algo del cangrejo, se retraía en estados de inercia, y lo vi a veces en su celda, tendido sobre el jergón, pronunciando con dificultad unos monosílabos, sin contraer un solo músculo del rostro. En aquellas ocasiones aparecía en sus ojos una expresión vacía y ausente.
El nombre de la rosa

Y tal como hacía Sherlock Holmes en sus novelas, el franciscano también hace uso en ocasiones de ciertas sustancias. 

Sin embargo, debo decir que durante el viaje se había detenido a veces al borde de un prado, en los límites de un bosque, para recoger alguna hierba (creo que siempre la misma), que se ponía a masticar con la mirada perdida. Guardaba un poco de ella, y la comía en los momentos de mayor tensión[...]
El nombre de la rosa

Además, Guillermo de Baskerville  para sus investigaciones  se apoya constantemente en un conocido principio que es básico en todas las novelas de Sherlock: "Una vez descartado lo imposible, lo que queda, por improbable que parezca, debe ser la verdad."
Por otra parte también son frecuentes en el desarrollo de su aventura las menciones a Guillermo de Ockham (quien vivió en la época que se desarrolla la novela) y en las deducciones del franciscano siempre está presente el conocido principio de la Navaja de Ockham y que promulga que ante varias opciones para un mismo problema, la solución más simple será la correcta.

## Otros usos
En el episodio de la serie de televisión española Los misterios de Laura titulado Misterio en la abadía emitido por La 1 de TVE se usa el nombre de Guillemo de Baskerville para referirse a quien en el siglo XV fuera el fundador de la orden de frailes en cuyo monasterio se centra la acción.